# Rodeo
Il rodeo è uno sport dove gli atleti, cowboys o gauchos o huasos, dimostrano la propria abilità in una serie di prove, legate essenzialmente al tradizionale allevamento dei bovini nelle praterie.
Lo sport è molto diffuso negli Stati Uniti, dove riceve grande attenzione mediatica attraverso i numerosi tornei professionistici dedicati, tra i quali si ricorda il Rodeo di Houston.
I primi rodei risalgono al 1883; nel giro di pochi anni ci si trovò ad avere il pubblico, che ben presto divenne pagante. Per ogni rodeo si svolge una cerimonia di apertura.

## Descrizione
Tra le varie specialità c'è quella del catturare capi di bestiame col lazo, oppure quella di cavalcare senza sella cavalli o tori indomiti, cercando di restare in sella più a lungo possibile mentre l'animale si impenna e scalcia.

## Storia

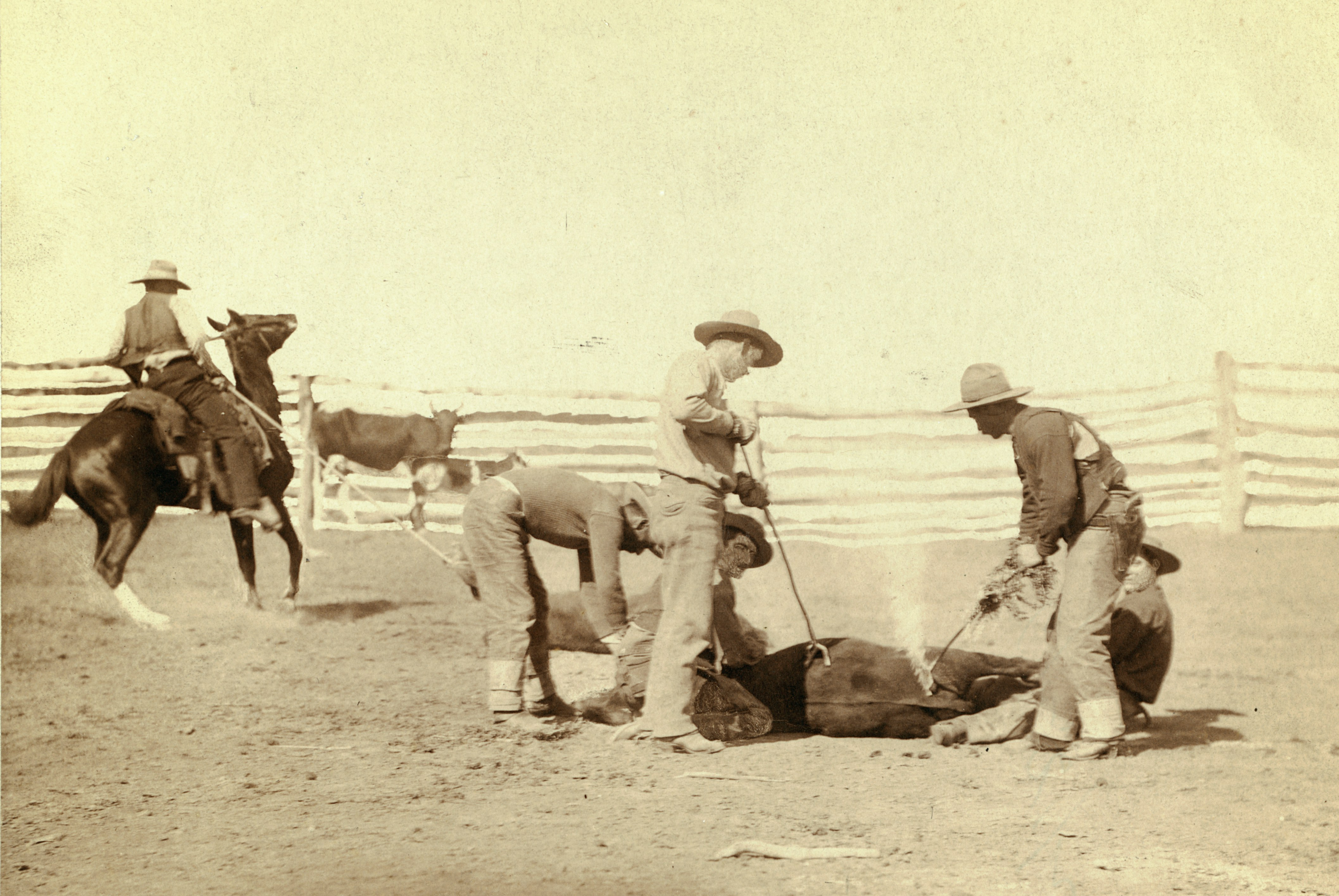
Marchiatura dei vitelli, 1888

Molti eventi di rodeo erano basati sui compiti richiesti dall'allevamento del bestiame. Il cowboy lavoratore sviluppava abilità per adattarsi alle esigenze del terreno e del clima dell'ovest americano, e c'erano molte varianti regionali. Alcune delle abilità richieste per gestire bestiame e cavalli risalgono alle tradizioni del rodeo del XVI secolo dei Vaqueros nelle terre del Vicereame della Nuova Spagna, l'attuale Messico e il sud-ovest americano. Le prime leggi del rodeo furono stabilite e implementate dal viceré Luís de Velasco nel 1551 nella valle di Toluca nel Messico centrale, per cercare di regolamentare l'allevamento del bestiame nella regione: L'ordinanza affermava: 
"Che ai proprietari delle estancias di bestiame venga ordinato e siano obbligati ad avere, per ogni duemila mucche, una guardia spagnola e quattro Vaqueros neri o indiani, due a cavallo e gli altri due a piedi, in modo che possano raccogliere e radunare il suddetto bestiame nell'estancia un giorno alla settimana, con una penale di venti pesos d'oro ogni volta che non lo faranno e si troveranno senza le suddette persone e la suddetta guardia."
I primi eventi simili al rodeo degli anni 1820 e 1830 erano eventi informali negli Stati Uniti occidentali e nel Messico settentrionale in cui cowboy e vaqueros mettevano alla prova le loro abilità lavorative l'uno contro l'altro. Dopo la guerra civile americana, emersero le competizioni di rodeo, con la prima tenutasi a Deer Trail, Colorado, nel 1869. Prescott, Arizona, rivendicò il primato di aver organizzato il primo rodeo professionale, poiché fece pagare l'ingresso e assegnò trofei nel 1888. Tra il 1890 e il 1910, i rodeo divennero intrattenimento pubblico, a volte combinati con spettacoli del selvaggio West con personaggi come Buffalo Bill Cody, Annie Oakley e altre star carismatiche. Nel 1910, diversi importanti rodei furono istituiti nell'America del Nord occidentale, tra cui il Calgary Stampede, il Pendleton Round-Up e il Cheyenne Frontier Days.
Il 4 luglio 1883, nella città di frontiera di Pecos, in Texas, una discussione tra Trav Windham, un mandriano, e Morg Livingston, un abile manovratore di lazo, portò a quella che l'Encyclopædia Britannica definisce la "prima gara pubblica di cowboy al mondo" e che spesso viene definita il primo rodeo ufficiale. I due uomini scelsero di organizzare la gara nella pianura sul lato occidentale del fiume Pecos. La festa pubblica del 4 luglio consentiva ad allevatori, cowboy e gente del paese di partecipare. Molti altri allevatori e cowboy scelsero di prendere parte all'evento, tra cui Jim Mannin, John Chalk e Brawley Oates, molti dei quali provenivano da ranch lontani. Windham avrebbe finito per vincere la gara di lazo. Altri vincitori includono Pete Beard dell'Hashknife Ranch e Jeff Chism. Il premio in denaro era di $ 40 (equivalenti a $ 1.270 nel 2023) e nastri blu donati da un giovane residente.
Anche gli eventi di tipo rodeo divennero popolari per un periodo nelle grandi città degli Stati Uniti orientali, con grandi sedi come il Madison Square Garden che giocarono un ruolo nel renderli popolari per nuove folle. Non ci fu alcuna standardizzazione degli eventi per una competizione di rodeo fino al 1929, quando iniziarono a formarsi delle associazioni.
Negli anni '70, il rodeo vide una crescita senza precedenti. I concorrenti definiti "la nuova razza" portarono al rodeo una crescente attenzione mediatica. Questi concorrenti erano giovani, spesso provenienti da un ambiente urbano, e sceglievano il rodeo per le sue ricompense atletiche. Nel 1985, un terzo dei membri della PRCA aveva un'istruzione universitaria e fino a metà dei concorrenti non aveva mai lavorato in un ranch di bestiame. Oggi, alcuni rodeo professionistici vengono organizzati al chiuso in grandi arene climatizzate e molti vengono trasmessi in televisione. Altri rodeo professionistici si tengono all'aperto.

### Donne
Storicamente, le donne hanno a lungo partecipato al rodeo competitivo. Prairie Rose Henderson debuttò al rodeo di Cheyenne nel 1901 e, nel 1920, le donne gareggiavano in eventi di rough stock, staffette e trick riding (l'atto di eseguire acrobazie durante l'equitazione). Ma dopo la morte di Bonnie McCarroll nel Pendleton Round-Up nel 1929 e la morte di Marie Gibson in un incidente con un cavallo nel 1933, la partecipazione competitiva delle donne fu sospesa. Alcune donne si organizzarono in varie associazioni e organizzarono i propri rodeo. Oggi, il barrel racing femminile è incluso come evento competitivo nel rodeo professionistico, con il breakaway roping (in cui un vitello viene legato ma non lanciato) e il goat tying (in cui il partecipante cavalca verso una capra legata e cattura, lancia e lega insieme tre delle sue zampe) aggiunti a livello collegiale e inferiore. Competono alla pari con gli uomini nel team roping, a volte in squadre miste. Le donne competono anche nel roping tradizionale e negli eventi di rough stock nel rodeo femminile.

## Negli Stati Uniti

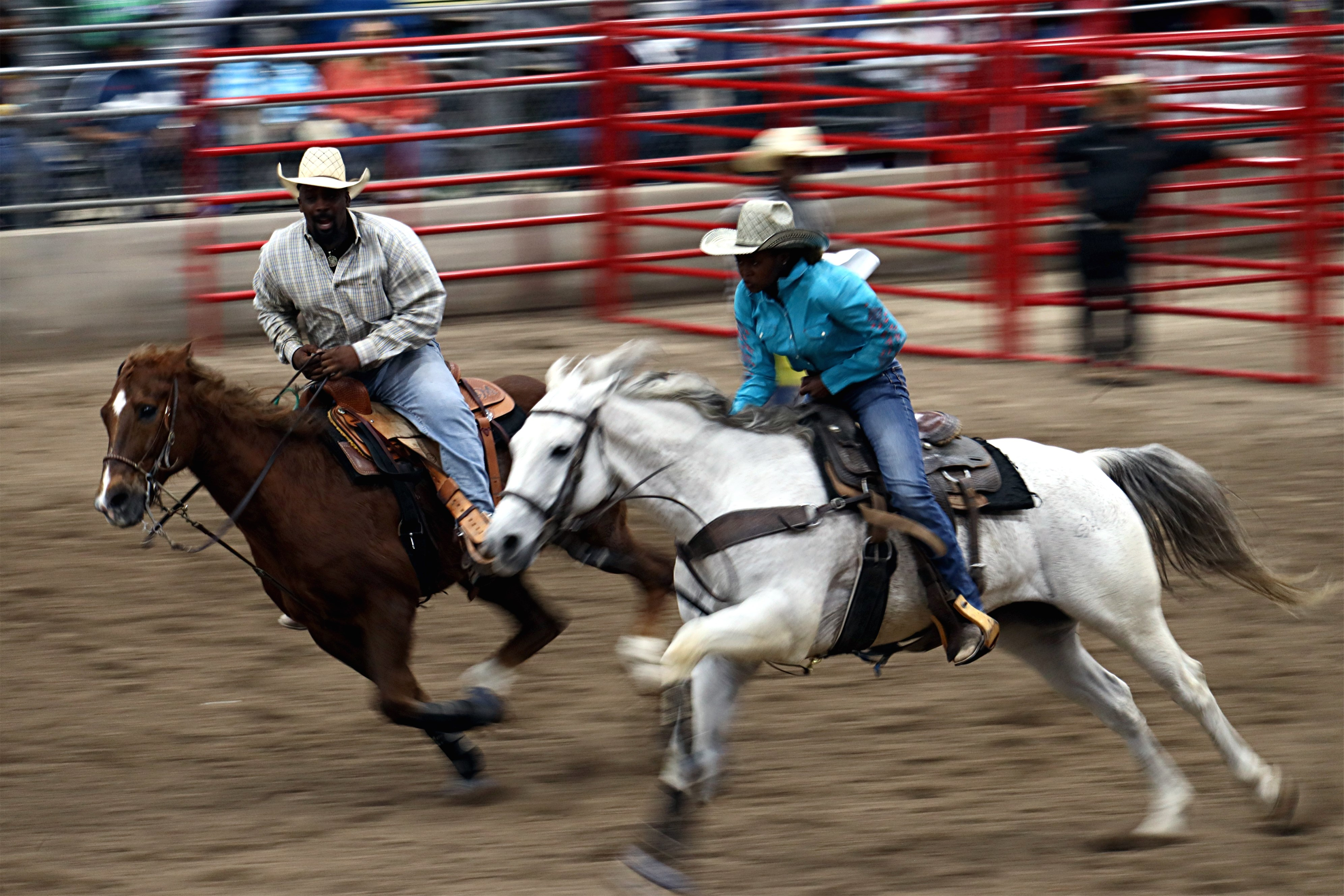
Cavalieri al Black Heritage Day Rodeo presentato dalla Black Professional Cowboys and Cowgirls Association a Humble, Texas, nel 2022.

Negli Stati Uniti, i rodei professionali sono sotto l'egida dalla Professional Rodeo Cowboys Association (PRCA) e dalla Women's Professional Rodeo Association (WPRA), mentre altre associazioni governano vari rodei per bambini, ragazzi delle scuole superiori, studenti del college e altri rodei amatoriali o semiprofessionali.
La stagione tradizionale del rodeo competitivo va dalla primavera all'autunno, mentre il moderno circuito di rodeo professionale dura più a lungo e si conclude con il PRCA National Finals Rodeo (NFR) a Las Vegas, Nevada, che attualmente si tiene ogni dicembre.

## Canada
Il primo rodeo in Canada si tenne nel 1902 a Raymond, Alberta, quando Raymond Knight finanziò e promosse una gara di rodeo per i bronc rider e steer ropers chiamata Raymond Stampede. Knight coniò anche il termine rodeo stampede e costruì il primo paracadute da rodeo in stile shotgun. Nel 1903, Knight costruì la prima arena e tribuna da rodeo del Canada e divenne il primo produttore di rodeo e appaltatore di bestiame da rodeo.
Nel 1912, Guy Weadick e diversi investitori misero insieme 100.000 $ per creare quello che oggi è il Calgary Stampede. Lo Stampede incorporò anche elementi mitici e storici, tra cui nativi americani in tenuta completa, corse di carri armati, la polizia a cavallo e bande musicali. Fin dal suo inizio, l'evento si è tenuto la seconda settimana di luglio e, dal 1938, i partecipanti sono stati invitati a vestirsi per l'occasione con cappelli western per aggiungere sapore all'evento.
Entro il 2003, si stimava che 65 rodei professionisti coinvolgessero 700 membri della Canadian Professional Rodeo Association (CPRA) nel Canada occidentale, insieme a professionisti degli Stati Uniti. Molti concorrenti canadesi erano part-time e non guadagnavano molto dal rodeo.
I canadesi hanno dato diversi contributi significativi allo sport del rodeo. Nel 1916, al Bascom Ranch di Welling, Alberta, John W. Bascom e i suoi figli Raymond, Mel ed Earl progettarono e costruirono il primo paracadute da rodeo con lancio laterale per i rodeo da ranch che stavano organizzando. Nel 1919, Earl e John realizzarono il primo paracadute da rodeo con lancio laterale con apertura inversa al Bascom Ranch di Lethbridge, Alberta. Questo paracadute da rodeo in stile Bascom è ora il design standard del rodeo. Earl Bascom continuò inoltre i suoi contributi innovativi allo sport del rodeo progettando e realizzando la prima sella da bronc senza corna nel 1922, il primo equipaggiamento da rodeo a una mano nel 1924 e i primi chaps da rodeo con taglio alto nel 1928. Earl e suo fratello Weldon produssero anche il primo rodeo notturno tenuto all'aperto sotto luci elettriche nel 1935.
La Canadian Pro Rodeo Hall of Fame si trova a Ponoka, Alberta.

## Filippine
Nelle Filippine, il rodeo fu introdotto nell'isola durante l'era coloniale americana nelle Filippine dall'allora governatore in carica del Dipartimento di Mindanao e Sulu Teofisto Guingona Sr. che istituì ranch a Impasugong, Bukidnon e Wao, Lanao del Norte. Il rodeo è oggi riconosciuto come lo sport provinciale di Bukidnon. Eventi di rodeo si sono tenuti anche nella provincia di Masbate, nota per la sua industria del bestiame; è stata dichiarata la "Capitale del rodeo delle Filippine" nel 2002 dalla presidente Gloria Macapagal Arroyo. Il festival provinciale Rodeo Masbateño è stato organizzato per la prima volta nel 1993, per promuovere l'industria del bestiame di Masbate e incrementarne il turismo.

## Australia
I rodeo sono da tempo uno sport popolare per concorrenti e spettatori in Australia, ma non sono stati organizzati fino al 1880. La National Agricultural Society of Victoria ha organizzato uno dei primi eventi registrati nel 1888, quando si è tenuta una competizione di roughriding durante il loro spettacolo annuale. Gli spettacoli itineranti di rodeo in tenda hanno aumentato la popolarità del roughriding in gran parte dell'Australia. Tuttavia, nel 1930, la Grande Depressione ha lasciato solo alcuni di questi spettacoli itineranti sulla strada.
I Bushmen's Carnivals, l'equivalente australiano dei rodeo americani, hanno avuto origine nel Nuovo Galles del Sud settentrionale negli anni '20 e si sono affermati già negli anni '30. Il rodeo australiano ha continuato a crescere dopo la seconda guerra mondiale e nel settembre 1978 cavalieri provenienti da Stati Uniti, Canada, Nuova Zelanda e Australia hanno gareggiato nei titoli mondiali di rodeo per un montepremi totale di $ 60.000. Nel 1982, una squadra dell'Australian Bushmen's Carnival Association ha gareggiato nei campionati della North American Rodeo Commission a Denver, Colorado, classificandosi sesta nella classifica generale.
Nell'agosto del 1944, la Royal Agricultural Society del Nuovo Galles del Sud fondò l'Australian Bushmen's Carnival Association (ABCA), in seguito all'aumento del numero di carnevali dei boscimani, equivalenti australiani del rodeo statunitense. Lo scopo di questa fondazione era di standardizzare regolamenti e norme, ma non ricevette un sostegno sufficiente e l'associazione fu sciolta nel 1947. Anche l'Australian Professional Rodeo Association (APRA) fu fondata nel 1944 ed è l'organismo di governo nazionale per le competizioni di rodeo professionistico. Anche l'Australian Rough-Riders Association (ARRA) fu fondata nel 1944 nell'Australia Meridionale. Il 28 marzo 1946 fu fondata la Northern (NSW) Bushmen's Carnival Association a Maitland, nel Nuovo Galles del Sud. Queste due associazioni sono ora l'Australian Bushmen's Campdraft & Rodeo Association (ABCRA). L'ABCRA è la più grande organizzazione di rodeo e campdraft in Australia. Nel maggio 1992 è stato fondato il National Rodeo Council of Australia (NRCA) per promuovere lo sport del rodeo e ha rappresentato l'ABCR e diverse altre associazioni.
Esistono standard rigorosi per la selezione, la cura e il trattamento del bestiame da rodeo, delle arene, oltre a requisiti e specifiche per le attrezzature.
Nel 1992 il National Rodeo Queen Quest venne fondato dal National Rodeo Council of Australia per promuovere e incoraggiare le giovani donne a praticare lo sport del rodeo.
I carnevali e i rodeo si svolgono solitamente in primavera e in estate e sono solitamente organizzati in modo da evitare sovrapposizioni di date, in modo che i concorrenti possano prendere parte al maggior numero possibile di eventi. Il premio in denaro è ottenuto da donazioni e quote di iscrizione, con il premio principale in denaro per l'evento open campdraft.
I rodeo più grandi si tengono nel Queensland. Alcuni grandi eventi si tengono anche nel Nuovo Galles del Sud, dove Sydney ospita il rodeo durante lo spettacolo della Royal Agricultural Society e Walcha organizza ogni anno una gara di quattro giorni di campdrafting e rodeo. C'è anche un National Finals Rodeo.

## Messico
La charreada è lo sport nazionale del Messico. È una dimostrazione e una gara di lazo e equitazione con origini che risalgono alla vita e alla cultura dell'allevamento di bovini del Messico coloniale. Nel tempo, è diventato un evento che includeva giochi, sfilate, cibi e gare che coinvolgevano esseri umani, bovini e cavalli. Dopo la rivoluzione messicana del 1910, molti messicani rurali furono sfollati e presero residenza nelle città, dove i charros urbani e altri formarono associazioni per stabilire e perfezionare la charreada.
Durante il movimento chicano degli anni '70, i messicani americani hanno rivitalizzato la loro eredità istituendo l'evento negli Stati Uniti. L'evento storicamente gode di maggiore prestigio in Messico, tuttavia, e a causa di preoccupazioni sulla crudeltà sugli animali, alcuni eventi charreada sono stati vietati negli Stati Uniti.
A differenza dei rodeo, la maggior parte delle charreadas non assegna denaro ai vincitori poiché la charreada è considerata uno sport amatoriale, ma possono essere distribuiti dei trofei. Fino a poco tempo fa, la charreada era riservata agli uomini, ma un evento equestre di precisione femminile chiamato escaramuza è ora il decimo e ultimo evento in una charreada. A differenza del rodeo americano, gli eventi non sono cronometrati, ma giudicati e valutati in base alla finezza e alla grazia.
Il rodeo americano è stato praticato in Messico fin dagli anni '30. La Federación Mexicana de Rodeo (la Federazione Messicana del Rodeo) è stata fondata nel 1992 come principale organizzazione di questo sport nel paese. Il National Rodeo Championship, sancito dalla suddetta organizzazione e tenuto regolarmente dal 2000, è stato tenuto per incoronare i campioni nazionali in ciascuno dei sette eventi standard del rodeo americano.

## Colombia e Venezuela
Il coleo è uno sport tradizionale venezuelano e colombiano, simile al rodeo americano, in cui un piccolo gruppo di llaneros (cowboy) a cavallo insegue il bestiame ad alta velocità attraverso uno stretto sentiero (chiamato manga de coleo) per farlo cadere o rotolare. I coleos sono solitamente presentati come un'attrazione secondaria a un evento più grande, come una festa religiosa. Sono molto popolari in Venezuela e in alcune parti della Colombia, soprattutto nelle pianure (llanos). Un coleo inizia con i partecipanti e un vitello o un toro (questo dipende dall'età e dalla statura dei concorrenti) chiusi dietro una botola. Essa conduce a uno stretto sentiero di terra lungo circa 100 metri con alte ringhiere di protezione, aperto all'altra estremità. Quando un giudice dà un segnale, il vitello viene liberato e inizia a correre. Un paio di secondi dopo, i cavalieri vengono liberati e corrono per afferrare il vitello per la coda. Il cavaliere che ci riesce per primo aumenterà la velocità, trascinando il vitello finché non inciampa. L'obiettivo è raggiungere questo scopo nel più breve tempo possibile.

## Brasile
I rodeo brasiliani possono essere ricondotti alla città di Barretos, dove le principali attività economiche riguardavano il bestiame e il suo trasporto verso altre località; uno dei modi in cui i cowboy si divertivano era cavalcare gli animali. Nel 1956, fu creata la prima Festa do Peão de Boiadeiro e, con il passare degli anni, questo rodeo divenne il più grande in Brasile e in America Latina. Barretos è il rodeo più famoso in Brasile. Tuttavia, i rodeo sono molto comuni nelle città interne dello stato in Brasile, specialmente nel Rio Grande do Sul, nel Mato Grosso do Sul e nello stato di San Paolo. Il rodeo è uno sport significativo nel paese; dal 2006, PBR gestisce un circuito nazionale in Brasile e i cavalieri brasiliani sono una presenza importante nel circuito principale PBR negli Stati Uniti. PBR ospita anche una finale brasiliana. Oltre a PBR Brasile, ci sono anche una serie di altre organizzazioni di rodeo nel paese.

## Argentina
Nel ventesimo secolo, la popolarità del rodeo aumentò in Argentina. Buenos Aires, Rosario e altre grandi città ospitarono i rodeo. Nel 1909, la Sociedad Sportiva Argentina (Società Sportiva Argentina) annunciò una competizione di rodeo in cui i vincitori avrebbero alla fine gareggiato negli Stati Uniti contro artisti di rodeo di altri paesi.

## Cile
Il rodeo cileno è il secondo sport più popolare in Cile, dopo il calcio. È diventato lo sport nazionale del Cile il 10 gennaio 1962, con decreto numero 269 del Consiglio Nazionale dello Sport e del Comitato Olimpico Cileno.
Le origini del rodeo cileno risalgono al XVI secolo, quando si radunavano bovini smarriti o randagi nella Plaza de Armas de Santiago per la marchiatura e la selezione. Il rodeo iniziò a essere regolamentato nel XVII secolo e i cavalieri più talentuosi ricevevano onori e premi.
Nel rodeo cileno, una squadra di due uomini a cavallo (chiamati collera) tenta di inchiodare un vitello contro grandi cuscini che rivestono l'arena (medialuna). I cavalli cileni sono impiegati a esclusione di altri e i cavalieri indossano il tradizionale abito huaso come requisito. Lo sport è diventato così popolare che nel 2004, più spettatori hanno assistito agli eventi di rodeo che alle partite di calcio professionistico. Il rodeo cileno ha sperimentato problemi finanziari, mancanza di sostegno politico e scarsa promozione. A differenza di altri sport cileni, il rodeo non riceve alcuna entrata da Chiledeportes perché solo gli sport che rappresentano il Cile all'estero ricevono fondi. La Federazione Cilena di Rodeo ha criticato la mancanza di finanziamenti governativi e ha sottolineato che il rodeo raggiunge una parte della popolazione che non ha accesso ad altri sport cileni.

## El Salvador
In El Salvador, il rodeo è molto popolare. Sono anche chiamati jaripeos e vengono celebrati principalmente durante le festività di ogni comune. Tradizionalmente, le persone si vestono da cowboy o indossano abiti legati all'allevamento del bestiame.
La storia dei rodeo/jaripeos ha origine a Metapán (considerata la capitale del rodeo/jaripeo di El Salvador). I racconti dei vicini indicano che il primo jaripeo di Metapán si tenne nel 1937 in una proprietà situata in via Las Parejas, con un puledro selvaggio. Poi arrivò il rodeo, scatenando la competizione tra i ranch dell'epoca. Dopo che la sua popolarità iniziò a diffondersi, nel 1965 un gruppo di allevatori costruì uno stadio. Negli anni successivi, il rodeo e il jaripeo si sono diffusi in tutto El Salvador, diventando una tradizione del bestiame.

## Partecipazione delle minoranze negli Stati Uniti e in Canada
I cowboy nativi americani e ispanici competono nei moderni rodeo in piccoli numeri. Gli afroamericani costituiscono una minoranza più piccola di concorrenti di rodeo, sebbene molti dei primi campioni di rodeo, come Nat Love, siano afroamericani. Bill Pickett e Bill Stahl furono entrambi eletti nella Cowboy Hall of Fame. Durante gli anni '40 e '50, gli afroamericani crearono la Southwestern Colored Cowboys Association. Sebbene la PRCA non abbia mai formalmente escluso le persone di colore, il razzismo pre-1960 tenne effettivamente molti partecipanti delle minoranze, in particolare gli afroamericani, fuori dalle competizioni bianche. Negli anni '60, il cavaliere di tori Myrtis Dightman gareggiò per gli onori nazionali e si qualificò per il National Finals Rodeo. Negli anni '90, il Black World Championship Rodeo si tenne a New York City e in altre località degli Stati Uniti. I messicani americani hanno avuto una lunga storia sia con il rodeo che con la charreada. Nonostante la sua lunga associazione con la cultura del sud-ovest, c'è stata una significativa assimilazione e un'interculturazione: i messicani americani sono così integrati nella cultura dei cowboy del sud-ovest che non sono visibilmente distinti. Anche i brasiliani hanno una lunga e fortunata storia di rodeo in America. Nel 2017 il 37% dei primi 35 cavalieri nel circuito del rodeo professionistico erano brasiliani.
Nel 1976, il primo rodeo gay si tenne a Reno, Nevada, come raccolta fondi di beneficenza. Negli anni successivi furono formate diverse organizzazioni regionali di rodeo gay e, nel 1985, le organizzazioni esistenti formarono l'International Gay Rodeo Association come organismo nazionale di sanzione. I concorrenti apertamente gay organizzano i propri rodeo perché non sono benvenuti nel circuito eterosessuale. "Possiamo cavalcare con i migliori di loro", ha affermato una persona, "Ma non ci vogliono in giro".

## Controversie
I rodeo hanno provocato l'opposizione dei sostenitori per i diritti degli animali per il loro benessere. Molte associazioni, infatti, ritengono che varie competizioni di rodeo incitino la crudeltà sugli animali. L'industria americana del rodeo ha fatto progressi nel migliorare il benessere degli animali da rodeo, con requisiti specifici per le cure veterinarie e altre normative che proteggono gli animali da rodeo. Tuttavia, alcuni governi locali e statali del Nord America hanno vietato o limitato i rodei, alcuni eventi di rodeo o tipi di attrezzature. A livello internazionale, il rodeo è vietato nel Regno Unito e nei Paesi Bassi, mentre altre nazioni europee impongono numerose restrizioni.